# Nant-le-Grand
Nant-le-Grand è un comune francese di 68 abitanti situato nel dipartimento della Mosa nella regione del Grand Est.

## Società

### Evoluzione demografica
Abitanti censiti